# Jakub Holuša
Jakub Holuša (Opava, 20 februari 1988) is een Tsjechisch middellangeafstandsloper, die gespecialiseerd is in de 800 en 1500 m. Hij nam driemaal deel aan de Olympische Spelen, maar won hierbij geen medailles.

## Biografie
Holuša won een gouden medaille op de 3000 m steeple op de Europese kampioenschappen voor junioren in 2007. Een jaar later nam hij deel aan de Olympische Spelen in Peking. In de eerste ronde van de 800 m eindigde hij als derde in zijn reeks, waarmee hij net niet doordrong tot de halve finale.
Op de wereldindoorkampioenschappen van 2010 in Doha liep Holuša naar de vijfde plek in de finale van de 800 m, net als later dat jaar op de Europese kampioenschappen in Barcelona.
Op de Europese indoorkampioenschappen van 2011 werd hij vijfde op de 1500 m. Op de Olympische Spelen van 2012 in Londen sneuvelde hij net als vier jaar eerder in de series.
Op de Olympische Spelen van 2016 in Rio de Janeiro nam hij deel aan de 1500 m. Met een tijd van 3.40,83 sneuvelde hij in de halve finale.

## Titels
- Europees indoorkampioen 1500 m - 2015
- Tsjechisch kampioen 800 m – 2008
- Tsjechisch indoorkampioen 800 m – 2008, 2010
- Europees jeugdkampioen 3000 m steeple – 2007

## Persoonlijke records
Outdoor
| Afstand        | Prestatie | Datum        | Plaats    |
| -------------- | --------- | ------------ | --------- |
| 800 m          | 1.45,56   | 29 juni 2010 | Moskou    |
| 1000 m         | 2.17,08   | 31 mei 2011  | Ostrava   |
| 1500 m         | 3.38,10   | 13 juni 2011 | Praag     |
| 1 Eng. mijl    | 3.56,75   | 4 juni 2010  | Oslo      |
| 2000 m steeple | 5.43,39   | 15 juli 2005 | Marrakesh |
| 3000 m steeple | 8.50,30   | 20 juli 2007 | Hengelo   |

Indoor
| Afstand | Prestatie    | Datum            | Plaats    |
| ------- | ------------ | ---------------- | --------- |
| 800 m   | 1.46,09 (NR) | 31 januari 2010  | Karlsruhe |
| 1000 m  | 2.19,94      | 22 februari 2011 | Stockholm |
| 1500 m  | 3.41,48      | 2 februari 2008  | Stuttgart |

## Palmares

### 800 m
- 2008: 3e in serie WK indoor - 1.51,09
- 2008: 3e in serie OS - 1.48,19
- 2009: 9e in serie EK U23 - 1.49,63
- 2009: 8e EK team - 1.49,22
- 2010: 5e WK indoor – 1.47.28
- 2010: 5e EK – 1.47,45
- 2012:  WK indoor - 1.48,62 (in ½ fin. 1.47,23)
- 2012: 5e EK - 1.48,99
- 2012: 4e in serie OS - 1.46,87

### 1500 m
- 2009:  EK U23 - 3.51,46
- 2011: 5e EK indoor – 3.41,57
- 2014: 5e WK indoor - 3.39,23
- 2015:  EK indoor - 3.37,68 (NR)
- 2016:  WK indoor - 3.44,30
- 2016: 9e in ½ fin. OS - 3.40,83
- 2017: 5e WK - 3.34,89

### 2000 m steeple
- 2005: 7e WK jeugd - 5.43,39

### 3000 m steeple
- 2007:  EJK - 8.50,30

### 4 × 400 m estafette
- 2012: 5e EK - 3.02,72 (NR)

### Diamond League-podiumplaatsen
- 2015:  1500 m DN Galan – 3.34,26